# Триперстка тонкодзьоба
Триперстка тонкодзьоба (Turnix maculosus) — вид сивкоподібних птахів родини триперсткових (Turnicidae).

## Поширення
Вид поширений на півночі і сході Австралії, у Новій Гвінеї, деяких островах Індонезії (Малі Зондські острови, Сулавесі, Молуккські острови) та на Соломонових островах. Поширений у районах з високою річною кількістю опадів.

## Опис
Дрібний птах завдовжки 12-16 см, вагою 23-51 г. Оперення рябе, складається з чорних, світло-коричневих, сірих та бежевих пір'їн. Верхня частина тіла темніше забарвлена ніж нижня.

## Спосіб життя
Трапляється на луках, полях, у світлих лісах. Активний вночі. Наземний вид, пересувається поодинці або парами, або невеликими групами до п'яти птахів. Живиться насінням, зеленню та комахами. Сузон розмноження припадає на період між жовтнем та червнем. Гніздо будується на землі серед високих трав у вологих місцях. Самиця відкладає 2-4 білястих з темними крапками яйця. Насиджує та доглядає за потомством самець. Самиця в цей час шукає іншого самця і повторює весь процес розмноження.